# Деријен (Конектикат)
Деријен (енгл. Darien) насељено је место без административног статуса у америчкој савезној држави Конектикат.

## Демографија
По попису из 2010. године број становника је 20.732, што је 1.125 (5,7%) становника више него 2000. године.
| Група             | 2000.          | 2010.          |
| Белци             | 18.445 (94,1%) | 18.898 (91,2%) |
| Афроамериканци    | 89 (0,5%)      | 104 (0,5%)     |
| Азијати           | 474 (2,4%)     | 744 (3,6%)     |
| Хиспаноамериканци | 429 (2,2%)     | 743 (3,6%)     |
| Укупно            | 19.607         | 20.732         |